# Federació Internacional d'Associacions i Institucions Bibliotecàries
La Federació Internacional d'Associacions i Institucions Bibliotecàries, més coneguda pel seu acrònim anglès IFLA (en anglès: International Federation of Library Associations and Institutions) és una organització mundial no governamental creada per proporcionar als bibliotecaris de tot el món un fòrum per intercanviar idees, tot promovent la cooperació, la recerca i el desenvolupament internacionals en tots els camps relacionats amb l'activitat bibliotecària i la biblioteconomia. Els seus objectius podrien resumir-se en:
- Representar la professió de bibliotecari en matèries de l'interès internacional.
- Promoure la formació permanent del personal de la biblioteca.
- Desenvolupar, mantenir i promoure directrius per als serveis bibliotecaris.[1]

Fundada a Edimburg, Escòcia, el 1927 en una conferència internacional, l'IFLA és una associació no governamental internacional independent que té relacions formals com a associada amb la UNESCO. Els objectius principals de l'IFLA són promoure la comprensió, la cooperació, el debat, la investigació i el desenvolupament internacionals en tots els camps de les ciències que es relacionen amb l'activitat de la informació i les biblioteques, i proporcionar un cos a través del qual la professió de bibliotecari es pugui representar en matèries d'interès internacional. Actualment, la federació compta amb més de 1.700 membres de 150 països. Els seus membres són associacions, institucions i professionals individuals.
L'Alta Direcció de l'IFLA és responsable de la política general, de la gerència i de les finances de la federació. El comitè professional supervisa el planejament i la programació de les activitats professionals realitzades per dos tipus d'entitats de l'IFLA: grups professionals (47 seccions organitzades en 8 divisions) i les 4 activitats principals.
L'IFLA és membre de l'Intercanvi Internacional per la Llibertat d'Expressió (IFEX), una xarxa mundial que agrupa les associacions més importants en defensa de la llibertat d'expressió.

## Història
L'IFLA es va crear en la celebració del 50è aniversari de la Library Association, que va tenir lloc a Edimburg el 1927. El 30 de setembre d'aquell any, l'última resolució adoptada en tancar les sessions del Congrés va ser la "carta magna" de la fundació de la Federació que va ser firmada per delegats autoritzats de 15 països i com a resultat de molts dies de deliberacions d'un grup de treball de 7 membres. Va néixer amb el nom de International Library and Bibliographical Committee, essent-ne el primer president Isak Collijn (1927-1931) del Swedish Riksbibliotekar.
Es va crear un Comitè Executiu (Executive Board) format pel president de l'associació, dos vicepresidents, un secretari i quatre membres més, escollits per un període de cinc anys entre tots els delegats del Congrés, amb l'excepció del secretari, sobre el qual una regulació va estipular que no calia que fos d'una associació bibliotecària.
Actualment està format pel president, el president electe, el tresorer, el director del Comitè Professional, i dos membres de la JG triats cada dos anys per la mateixa entre els seus membres electes. També hi ha el secretari general, sense dret de vot, que assessora i actua com a secretari de la CE.
A Roma en 1928 va ser declarat oficialment l'establiment del International Library and Bibliographical Committee. En la mateixa sessió Marcel Godet va presentar el suggeriment que el contingut de les conferències internacionals anessin només qüestions de caràcter veritablement internacional, relatives a problemes internacionals o problemes d'interès general i concernents a un nombre de països. Un tema principal asseguraria unitat i essència al programa del congrés; no obstant això, no es va tenir en compte i els debats, confusos i caòtics, van fer decréixer el valor de les sessions professionals. En 1929 va tenir lloc a Roma el «World Congress of Librarianship and Bibliography» en la sessió general del qual el International Library and Bibliographical Committee va rebre oficialment el seu nom actual: International Federation of Library Associations (IFLA). Així mateix Sevensma va ser nomenat secretari general amb seu a Ginebra, a la Biblioteca de la Lliga de Nacions, i es van proposar i van aprovar els estatuts en els quals s'establia com a objectius la col·laboració bibliotecària internacional. L'IFLA va ser finalment constituïda com una unió mundial d'associacions nacionals de biblioteques, oberta també a organitzacions o institucions afins per als països on no existien aquestes associacions nacionals.
La dècada precedent a la II Guerra Mundial va veure la consolidació de l'estructura interna de la Federació i una contínua expansió de la seva influència global a causa del creixement dels seus membres i a un significatiu increment d'autoritat a l'àrea de la política cultural. El 1930 l'IFLA era formada per 24 associacions nacionals, pertanyents a 20 països, en 1935 els associats eren 34 pertanyents a 25 països i a l'inici de la Guerra el nombre era de 41 corresponents a 31 països. A part dels Estats Units hi havia bastants associacions de fora d'Europa com Xina, Índia, Japó, Mèxic i Filipines a les quals en 1936 es van unir Egipte i Palestina. No obstant això en el conjunt de les seves activitats, l'IFLA no havia trobat encara la veritable universalitat i els membres no europeus mantenien contactes esporàdics amb la Federació.
L'organització quinquennal del Congrés Mundial era una de les tasques importants del treball de l'IFLA en aquests anys, per la qual cosa les assemblees generals regulars van començar essent cada any encara que no estava estipulat en els Estatuts. La falta de personal a la Secretaria feia difícil la implantació de les resolucions adoptades als Congressos, per la qual cosa l'edició ràpida i acurada de les actes de les Sessions del Comitè, complementades per informes i resolucions presentades pels subcomitès professionals i per informes anuals presentats per diversos membres, van constituir l'instrument més valuós de comunicació i informació de la Federació en els períodes entre sessions. A aquestes s'afegia el «Repertoire», publicat a intervals irregulars i contenint valuós material de consulta al costat d'un gran nombre de qüestionaris, circulars i publicacions.
En 1935 es va celebrar el 2n Congrés Mundial de Biblioteques a Madrid i a Barcelona que va constituir l'últim gran èxit de l'IFLA en el període preguerra per la seva acurada organització i pel seu detallat i variat programa. Les resolucions del Congrés tenien certes prioritats com establir una sèrie d'activitats i millorar les estructures dels procediments de treball. Per això van sorgir sis nous comitès per cobrir les biblioteques especials, les biblioteques parlamentàries, la uniformitat de les Regles de Catalogació i la normalització. Les següents sessions van procurar seguir les deliberacions i resolucions adoptades en aquest Congrés, però lamentablement la Guerra Civil espanyola va fer que les actes anessin publicades amb gran retard i incompletes.
Les sessions de l'IFLA en els anys trenta eren petites i modestes, amb una durada d'uns dos dies i amb una assistència d'entre 30 i 50 delegats. Només el Congrés de Madrid-Barcelona (1935) i París (1937) van excedir de 60 delegats que generalment eren els mateixos any rere any, per la qual cosa acabaven essent col·legues i amics. En aquest període l'IFLA va tenir tres presidents. El primer va ser Isak G. A. Collijn, director de la Biblioteca Reial d'Estocolm, entre 1927 a 1931. El segon va ser William Warner Bishop de 1931 a 1936 i el tercer va ser Marcel Godet, director de la Biblioteca Nacional de Suïssa, a Berna, de 1936 a 1947. El secretari general va ser T. P. Sevensma de 1929 a 1958.
El 1955 se celebra a Brussel·les el 3r Congrés Internacional de Biblioteques i Centres de Documentació, al qual van concórrer gairebé 100 persones d'uns 50 països. El tema central va ser «Les tasques i responsabilitats de les biblioteques i centres de documentació». Va ser la primera manifestació d'ajuda al llibre en la postguerra i la seva importància va promoure així mateix la cooperació supranacional bibliotecària. Va reanimar l'IFLA donant-li un impuls que va beneficiar el seu programa i les seves estructures.
En la sessió de Madrid de 1958 es va crear el Comitè de Biblioteques Iberoamericanes que oferia la cooperació amb regions llunyanes i països del Tercer Món. En aquest mateix congrés va ser triat un nou president, G. Hofmann (1958-1963). Durant la presència de Hoffmann es va continuar amb la reorganització de l'estructura, del programa i dels mètodes de treball. Es van establir prioritats, es van restringir les activitats essencials, es van activar els recursos i es van despertar iniciatives. És un període amb uns esdeveniments importants per a la reputació i el desenvolupament de l'IFLA.
El primer d'aquests esdeveniments va ser la Conferència sobre Catalogació celebrada a París en 1961. És el més important i el que major nombre de conseqüències va tenir. Ja a Madrid (1958), el American Council on Library Resources va donar una subvenció per a la preparació d'una conferència internacional sobre la unificació de la catalogació. Això va donar lloc a una Conferència Preliminar a Londres en 1959 i a la publicació d'un butlletí informatiu amb aquest propòsit. En la Conferència de París es va aconseguir un acord per a la unificació internacional de la catalogació i es van recomanar mesures addicionals que van ser fomentades en els anys següents pel Comitè competent de la IFLA. En 1962 es va publicar el primer informe oficial de la Conferència del que es van fer 25 edicions en 11 llengües. La versió definitiva va aparèixer en 1963.
El segon dels esdeveniments va ser l'establiment d'una Secretaria Central permanent. El creixement de la Federació en els anys 50 va originar la multiplicació del treball de naturalesa organitzativa i administrativa i això la va fer inevitable. En l'estiu de 1962 María Razumovsky (Viena) va assumir la Secretaria en la Bayerische Staatsbibliothek de Múnic. Des d'aquí va publicar el primer nombre de l'HA News Bultetin.
El tercer esdeveniment va ser la publicació del programa a llarg termini «Biblioteques al món» (1963) que fins a mitjan anys 70 representa el programa bàsic de la IFLA. No obstant això, va obligar a la redacció d'uns nous Estatuts com a garantia de l'estabilitat i continuïtat. Era necessària la descentralització sent necessària una estructura federativa. La reforma dels Estatuts va estar subjecta a una cuidada recerca entre 1962 i 1963. Aquests van ser adoptats a Roma en 1964. De les seves disposicions destaquen la reducció del Comitè Executiu i del seu temps d'acció, que es limita ara a tres anys amb possibilitat d'una reelecció, i la presència al costat de socis numeraris amb dret a vot de membres associats sense vot. Els nous canvis introduïts van donar major flexibilitat a l'estructura de la IFLA.
En 1967 se celebra la 5a Conferència Mundial de la IFLA fora d'Europa des de la seva creació. El centre de reunió és Toronto i el tema triat «El servei bibliotecari per a la cobertura nacional d'una gran àrea geogràfica». El tema de la planificació bibliotecària passa a convertir-se en un dels temes importants dels bibliotecaris.
La necessitat d'una profunda revisió de la IFLA culmina en la transició als 70 amb la creació del «Programme Development Group» (1969), l'establiment de la Secretaria a la Haia (1971) i amb la celebració del primer seminari IFLA/UNESCO per als bibliotecaris dels països en desenvolupament a Liverpool (1971). 1970 és l'any de transició per l'IFLA sota el signe d'una decisiva nova orientació. La federació està en la fase final d'un fort creixement. A mitjan anys 70, pertanyen a la IFLA 140 associacions membres i uns 500 membres institucionals de 100 països, el 50% d'ells pertanyents al Tercer Món. Estava al punt per emprendre una reforma estructural. En 1976 es van adoptar uns nous Estatuts, que són els que regeixen actualment la Federació. Les principals novetats són: la introducció del dret al vot per als membres institucionals; una nova estructura amb les Seccions com a unitats fonamentals i els seus Comitès Permanents com a grups bàsics; establiment de les Divisions i creació del «Professional Board».
En 1977, l'IFLA va celebrar el 50 Aniversari de la seva creació amb un Congrés Mundial de Bibliotecaris a Brussel·les. El tema del mateix va ser: «Biblioteques per a tots: un món d'informació, cultura i ensenyament». En aquest Congrés es van donar a conèixer els Comitès Permanents i es va discutir la seva comesa dins del Programa a mitjà termini (1976-1980) presentat pel «Programme Development Group» el gener de 1976. Els anys posteriors de la IFLA estan marcats per l'establiment dels «Core Programs» i el seu posterior desenvolupament així com pels Programes a mitjà termini on es reflecteixen les preocupacions d'urgència de la Federació.
Actualment l'IFLA és la veu global de la comunitat bibliotecària i d'informació. Segons la seva visió capacita i inspira a la societat proporcionant accés generalitzat a la informació, al coneixement i a la cultura amb la finalitat de donar suport a l'aprenentatge, la creativitat i la innovació. És el principal organisme internacional, promociona i representa els interessos dels seus membres i usuaris de biblioteques dins d'un entorn d'informació en constant evolució.
El seu objectiu és defensar i fomentar a escala global el valor i la importància dels serveis de biblioteques i informació de qualitat que generin creixement social, econòmic i cultural. Gràcies a la seva inversió en coneixements i recursos, promou l'accés equitatiu a la informació en format imprès i digital, i als recursos del patrimoni cultural darrere de l'aprenentatge, la creativitat i la innovació. Les seves Directrius Estratègiques orienten en l'assoliment dels nostres objectius a través de la promoció, l'excel·lència en la pràctica i la valoració de les biblioteques en la societat. Les seves Iniciatives Clau es basen en aquestes adreces, mitjançant la identificació de les prioritats que estableix en un termini determinat. Que cada Iniciativa reuneix una sèrie d'activitats, parts interessades, recursos i coneixements.

## Principals òrgans de govern

### Junta de Govern
La Junta de Govern de l'IFLA es responsabilitza de la direcció administrativa i professional de la Federació atenint-se a les directrius aprovades pel Consell (Estatuts de l'IFLA Article 18.1).
La Junta de Govern està composta per:
- El president
- El president electe
- Deu membres triats per tots els socis de l'IFLA
- El president del Comitè Professional
- Els presidents de les diferents Divisions de l'IFLA
- El president del Comitè Permanent de la Secció de Gestió d'Associacions Bibliotecàries
- Fins a un màxim de tres membres més que poden ser designats per la Junta de Govern i que representen determinats interessos favorables per a la mateixa Junta.
- El secretari general proporciona suport a la Junta de Govern i assisteix a totes les reunions.

El president, el president electe i els membres electes de la Junta són triats per vot postal. Els membres amb dret a vot de l'IFLA de tot el món poden participar en aquestes eleccions. Els membres electes de la Junta de Govern serveixen per un mandat inicial de dos anys i, si són triats de nou, poden seguir altres dos anys. Els membres convidats només poden servir per un període de dos anys.
La Junta de Govern tens dos comitès permanents establerts, segons estipulen els Estatuts: el Comitè Executiu i el Comitè Professional.

### El president i el president electe
El president dirigeix la Federació durant un període no renovable de dos anys de mandat i és el seu principal representant. Treballa en estreta col·laboració amb el secretari general per garantir la implementació i promoció de les polítiques establertes per la Junta de Govern. Presideix les reunions de l'Assemblea General, que se celebren durant el Congrés Anual de l'IFLA, i pronuncia el discurs d'obertura en la sessió inaugural del Congrés. Presideix les reunions de la Junta de Govern, el Comitè Executiu i altres comitès i grups d'assessorament. El lloc comporta una gran nombre de viatges (uns 50 dies a l'any), pronunciar discursos i, en general, actuar com un ambaixador de la IFLA i de la professió del bibliotecari i documentalista. A causa que el pressupost de l'IFLA és limitat per finançar aquests viatges, el President ha de comptar amb un fort suport per part de la seva institució de treball i d'altres organismes.

Distribució en el temps de presidents de l'IFLA, dades d'agost, 2019. En verd els homes i en vermell les dones. En groc els que tenen articles a la Viquipèdia i en gris els que no.

El president electe serveix en aquest lloc durant dos anys, passant al final d'aquest període a actuar de president per altres dos anys. Aquest mandat, que no és renovable, li ofereix l'oportunitat d'identificar les prioritats que va assumir durant la seva presidència. Treballa en estreta col·laboració amb el President i el Secretari General i substitueix al President si calgués, per exemple, per representar la Federació o presidir reunions. Per tant, aquest lloc també comporta un gran nombre de viatges, pronunciar discursos i treball de representació, i en conseqüència, ha de comptar amb un fort suport per part de la seva institució de treball i d'altres organismes. És membre ple de la Junta de Govern i dels Comitès Executiu i Professional.

### Comitè Executiu
El Comitè Executiu (compost pel President, el President electe, el Tresorer, el President del Comitè Professional, dos membres de la Junta de Govern i el Secretari General) té responsabilitat executiva, delegada per la Junta de Govern, per prendre decisions entre reunió i reunió de la Junta, dins de la normativa establerta per aquesta. El Comitè Executiu (CE) de la Junta de Govern (JG) té responsabilitat executiva, delegada per la JG per supervisar l'adreça de la Federació en el període que transcorre entre les reunions de la JG respectant les polítiques establertes per ella.

### Comitè Professional
El Comitè Professional (compost pel seu president, triat d'acord amb l'Article 13.3.3, un representant de cada Divisió, el President electe i dos membres de la Junta de Govern, els Presidents dels comitès de la Federació relacionats amb la llibertat d'informació, el copyright i altres assumptes segons ho estipulin les Normes de Procediment i un membre convidat, si escau, per a finalitats concretes i per un temps limitat) garanteix la coordinació de les comeses de totes les unitats encarregades de les activitats professionals, les polítiques i els programes de la IFLA. A més, podrà crear altres comitès, com l'actual Comitè de Finances, i grups de treball per tractar qüestions específiques.

## Divisions
1. Biblioteques Nacionals i d'Investigació
2. Biblioteques Especialitzades
3. Biblioteques Públiques
4. Control Bibliogràfic
5. Serveis i Col·leccions
6. Gerència i Tecnologia
7. Educació i Investigació
8. Activitats Regionals[10]

## Principals Activitats
- Programa avançat de biblioteconomia (ALP)
- Copyright i altres assumptes legals (CLM)
- Accés lliure a la informació i a la llibertat d'expressió (FAIFE)
- Preservació i conservació (PAC)
- Aliança per a normes bibliogràfiques IFLA/CDNL
- Programa UNIMARC
- Secció de Biblioteques per a invidents
- Control internacional de publicacions utilitzant l'eina del format MARC (UBCIM). Activitat suprimida segons el manual La biblioteca universitària de Mª Luisa Orera Orera en la seva edició de 2005.
- Disponibilitat universal de publicacions (DUP)

Des de 1993, se celebra un congrés anual The World Library and Information Congress que concentra uns 3.500 participants amb la col·laboració de més de 120 països. Aquest congrés constitueix l'agenda internacional de la professió i ofereix l'oportunitat desenvolupar-se professionalment i fer contactes. Cada any se celebra en comptes del món, començant per Barcelona en la seva primera celebració i passant per diversos països. L'any 2016 a Columbus, Ohio als Estats Units, pel 2017 està planejat Wrocław, Polònia i l'any següent serà a Kuala Lumpur, Malasia.
La direcció de l'IFLA atorga honors i premis als professionals que contribueixen a la federació i al sector.

## Publicacions
- IFLA Journal publicació acadèmica en el camp de les biblioteques i informació científica, publicada per SAGE Publication per a IFLA
- IFLA Publications Series
- IFLA Series on Bibliographic Control
- IFLA Professional Reports